# هومن خیاط
هومن خیّاط صداپیشه، مدیر دوبلاژ و خواننده ایرانی است. وی یکی از اعضای انجمن گویندگان جوان بود. او از سال ۱۳۸۳ آغاز به فعالیت کرد.
خیاط فعالیت در عرصه هنر را با بازیگری در تئاتر در سال ۱۳۸۳ شروع کرد، سپس وارد عرصه دوبله شد و با صداپیشگی در نقش‌های مختلف انیمیشنی به ویژه گویندگی شرک، تایلانگ در پویانمایی پاندای کونگ‌فو کار ۲، آق شجاع در اسمورف‌ها و ناخدا در باب‌اسفنجی شلوارمکعبی مشهور شد. وی که سابقه اجرا در برنامه هزارداستان را دارد، مبتکر دوبله همزمان نیز است و کنسرت‌های موزیکال مختلفی هم برگزار می‌کند. او در زمینه موسیقی نیز فعالیت دارد. نوازنده سکسوفون است و آهنگ «الهی که صد ساله شی ((تولد))»، معروف‌ترین آهنگش است. او در بعضی برنامه‌های تلویزیونی از جمله کودک شو، پدرخوانده،ضد و... حضور داشته است.

## زندگی و فعالیت
خیاط در سال ۱۳۸۳ فعالیتش را در تئاتر آغاز کرد. او در ۱ مهر ۱۳۸۶ برای تست به انجمن گویندگان جوان رفت و یکی از اعضای این انجمن شد. در نهایت بعد از مدتی به خاطر اختلافات از این گروه جدا شد و خود گروهی به نام تهران دابشو تاسیس کرد. خیاط اولین تجربه مجری‌گری خود را در سال ۱۳۹۶ در برنامه هزارداستان به دست آورد، او همچنین به عنوان شرکت‌کننده در فصل اول برنامه رسانه خانگی پدرخوانده و ضد حضور داشت. او مبتکر دوبله همزمان و طنز است و همچنین در برنامه کودک شو نیز اجراهایی را به نمایش گذاشت.

## فعالیت دوبله

### مدیر دوبلاژ
برخی از آثار دوبلاژ انجمن گویندگان جوان (گلوری انترتینمنت) با مدیریت هومن خیاط:
- نگهبان باغ‌وحش
- مری و مکس
- آلیس در سرزمین عجایب
- فصل شکار ۳[۳]
- ماداگاسکار ۳
- دور دنیا در ۵۰سال[۴]
- گفتگوی جنجالی[۵][۶]
- آخرین سال نو[۷]
- زامبزیا
- پنگوئن‌های ماداگاسکار
- من شرور ۲
- نومئو و ژولیت
- گربه چکمه‌پوش
- شنل قرمزی ۲
- تارزان
- باب اسفنجی بیرون از اب
- بن تن بیگانه تمام عیار

برخی از آثار دوبلاژ تهران دابشو با مدیریت هومن خیاط:
- مینیون‌ها
- درون و بیرو
- هتل ترانسیلوانیا ۲
- عصر یخبندان:مسیر برخورد
- در جستجوی دوری
- زوتوپیا
- آواز۲
- موانا
- زندگی پنهان حیوانات خانگی
- داستان اسباب بازی ۴
- شگفت انگیزان ۲
- هتل ترانسیوانیا ۳
- دیو و دلبر
- علاءالدین
- انیمیشن دریاچه پرماجرا
- موآنا 2
- آواز

### اجرای زنده
- هزارداستان
- کودک شو
- پدرخوانده
- ضد

## صداپیشگی
شخصیت‌هایی که هومن خیاط به عنوان صداپیشه آنها بوده‌است:
| عنوان                 | نقش               | توضیحات        |
| --------------------- | ----------------- | -------------- |
| لوراکس                | لوراکس (لوراخس)   | محصول سال ۲۰۱۲ |
| رنگو                  | جیک               | محصول سال ۲۰۱۱ |
| شرلوک نومز            | شرلوک             | محصول سال ۲۰۱۱ |
| زوتوپیا               | رئیس پلیس         | محصول سال ۲۰۱۶ |
| شرک برای همیشه        | شرک               | محصول سال ۲۰۱۰ |
| دانشگاه هیولاها       | سالیوان           | محصول سال ۲۰۱۳ |
| غارنشینان             | کراگ              | محصول سال ۲۰۱۳ |
| رالف خرابکار          | رالف              | محصول سال ۲۰۱۸ |
| یخ‌زده                 | هانس              | محصول سال ۲۰۱۳ |
| گیسوکمند              | شورتی و رئیس کافه | محصول سال ۲۰۱۰ |
| عصر یخبندان ۳         | دیه‌گو             | محصول سال ۲۰۰۹ |
| عصر یخبندان ۴         | دیه‌گو             | محصول سال ۲۰۱۲ |
| عصر یخبندان ۵         | دیه‌گو             | محصول سال ۲۰۱۶ |
| اسمورف‌ها              | آق‌شجاع            | محصول سال ۲۰۱۱ |
| فرار از سیاره زمین    | اسکورچ            | محصول سال ۲۰۱۳ |
| پاندای کونگ‌فوکار ۲    | ارباب شن          | محصول سال ۲۰۱۱ |
| من نفرت‌انگیز          | دکتر نفاریو       | محصول سال ۲۰۱۰ |
| شش ابرقهرمان          | واسابی            | محصول سال ۲۰۱۴ |
| ماداگاسکار ۲          | موتو موتو         | محصول سال ۲۰۰۸ |
| ماداگاسکار ۳          | ویتالی            | محصول سال ۲۰۱۳ |
| پنگوئن‌های ماداگاسکار  | دیو               | محصول سال ۲۰۱۴ |
| هتل ترانسیلوانیا ۲    | دراکولا           | محصول سال ۲۰۱۶ |
| هتل ترانسیلوانیا ۳    | دراکولا           | محصول سال ۲۰۱۸ |
| باب‌اسفنجی بیرون از آب | ناخدا             | محصول سال ۲۰۱۵ |
| مینیون‌ها              | هرب               | محصول سال ۲۰۱۵ |
| داستان اسباب‌بازی ۳    | آقای سیب‌زمینی     | محصول سال ۲۰۱۰ |
| سیندرلا (۲۰۱۵)        | شاهزاده           | محصول سال ۲۰۱۵ |
| شرک برای همیشه        | شرک               | محصول سال ۲۰۱۰ |